# Rifargia longula
Rifargia longula är en fjärilsart som beskrevs av Druce 1904. Rifargia longula ingår i släktet Rifargia och familjen tandspinnare. Inga underarter finns listade.